# Zangba (socken)
Zangba (kinesiska: 藏坝, 藏坝乡) är en socken i Kina. Den ligger i provinsen Sichuan, i den sydvästra delen av landet, omkring 370 kilometer väster om provinshuvudstaden Chengdu. Antalet invånare är 1174. Befolkningen består av 571 kvinnor och 603 män. Barn under 15 år utgör 27,0 %, vuxna 15-64 år 66 %, och äldre över 65 år 5,0 %.
Genomsnittlig årsnederbörd är 907 millimeter. Den regnigaste månaden är juli, med i genomsnitt 228 mm nederbörd, och den torraste är november, med 1 mm nederbörd.